# Plectroboarmia
Plectroboarmia là một chi bướm đêm thuộc họ Geometridae.